# Teoría de la recapitulación de la expiación
La teoría de la recapitulación de la expiación es una doctrina en teología cristiana relacionada con el significado y efecto de la muerte de Jesucristo.
Aunque a veces está ausente de los resúmenes de las teorías de la expiación, los resúmenes más completos de la historia de la doctrina de la expiación suelen incluir una sección sobre el punto de vista de la "recapitulación" de la expiación, que fue formulado claramente por primera vez por Ireneo de Lyon.
Una de las principales escrituras del Nuevo Testamento en las que se basa este punto de vista afirma: "[El propósito de Dios es, en] la plenitud de los tiempos, resumir todas las cosas en Cristo, las que están en los cielos y las que están en la tierra..." . La palabra griega para "resumir" (ἀνακεφαλαιώσασθαι, anakephalaiosasthai) se tradujo literalmente como "recapitular" en latín.
En la visión recapitulativa de la expiación, Cristo es visto como el nuevo Adán que vence donde Adán fracasó. Cristo deshace el mal que hizo Adán y, debido a su unión con la humanidad, conduce a la humanidad a la vida eterna (incluida la perfección moral).

A causa de la desobediencia del hombre, el proceso de la evolución de la raza humana se torció, y el curso de su torpeza no podía detenerse ni invertirse por ningún medio humano. Pero en Jesucristo todo el curso de la evolución humana fue perfectamente llevado a cabo y realizado en obediencia al propósito de Dios.William Barclay.

## Historia
Como se ha destacado anteriormente, se considera que Ireneo fue el primero en expresar claramente una visión recapitulativa de la expiación, aunque se le anticipa Justino Mártir, a quien Ireneo cita en Contra las herejías 4.6.2:

En su libro contra Marción, Justino dice bien: "Yo no habría creído al Señor mismo, si hubiera anunciado a otro que a Aquel que es nuestro artífice, hacedor y alimentador. Pero porque el Hijo unigénito vino a nosotros del único Dios, que hizo este mundo y nos formó, y contiene y administra todas las cosas, resumiendo su propia obra en sí mismo, mi fe hacia Él es firme, y mi amor al Padre inamovible, Dios concediéndonos ambas cosas." [Énfasis añadido]

Siguen dos citas representativas de Ireneo:

[Cristo] fue en estos últimos días, según el tiempo señalado por el Padre, unido a su propia hechura, en cuanto se hizo hombre expuesto al sufrimiento... Comenzó de nuevo1 la larga línea de los seres humanos, y nos proporcionó, de una manera breve y completa, la salvación; para que lo que habíamos perdido en Adán -a saber, ser según la imagen y semejanza de Dios- lo recuperáramos en Cristo Jesús.
1 Así el siríaco. El latín tiene, "in seipso recapitulavit," Él resumió en sí mismo.

Él, por lo tanto, en Su obra de recapitulación, ha resumido todas las cosas, tanto haciendo la guerra contra nuestro enemigo, como aplastando a aquel que al principio nos había llevado cautivos en Adán ...el enemigo no habría sido justamente vencido, a menos que hubiera sido un hombre [nacido] de mujer quien lo conquistara. ... Y por eso el Señor profesa ser el Hijo del hombre, comprendiendo en sí mismo aquel hombre original del cual fue formada la mujer, a fin de que, así como nuestra especie descendió a la muerte por medio de un hombre vencido, así podamos ascender de nuevo a la vida por medio de uno victorioso; y así como por medio de un hombre la muerte recibió la palma [de la victoria] contra nosotros, así también por medio de un hombre podamos recibir la palma contra la muerte. 

Para Ireneo, el objetivo último de la obra de solidaridad de Cristo con la humanidad es hacer divina a la humanidad. De Jesús dice que "se hizo lo que somos, para llevarnos a ser lo que Él mismo es". Esta idea ha sido más influyente en el Cristiandad oriental, particularmente dentro de la Iglesia ortodoxa, habiendo sido asumida por muchos otros Padres de la Iglesia, como  san Atanasio, Gregorio Nacianceno, Agustín de Hipona y Máximo el Confesor.  Esta teología  ortodoxa, evolución de la visión recapitulativa de la expiación, se denomina Theosis ("deificación").
Una expresión más contemporánea y ligeramente diferente del punto de vista de la recapitulación puede verse en la lectura de D. E. H. Whiteley de la teología de Pablo Apóstol. Whiteley cita favorablemente La noción de Ireneo de que Cristo 'se hizo lo que somos, para llevarnos a ser incluso lo que Él mismo es', aunque nunca describe el punto de vista de Pablo sobre la expiación como una recapitulación; más bien, utiliza la palabra 'participación':

...si se puede decir que San Pablo sostiene una teoría del modus operandi [de la expiación], se describe mejor como uno de la salvación a través de la participación: Cristo compartió toda nuestra experiencia, salvo el pecado, incluida la muerte, para que nosotros, en virtud de nuestra solidaridad con Él, pudiéramos compartir su vida.